# Ghica

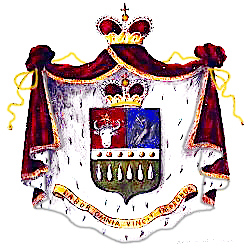

Ghica är en adlig familj som ursprungligen kom från Kiupru i Albanien och spelade en avgörande roll för utvecklingen i landet Rumänien. Släkten inkom till Iași på 1600-talet med köpmannen Gheorge Ghica, som blev hospodar i Moldavien och Valakiet 1659-60.  Flera familjemedlemmar nådde rikets högsta poster i moldavisk och rumänsk monarki.

## Kända medlemmar av ätten
- Grigore IV Ghica, (död 1844), hospodar i Valakiet 1822-28
- Mihai Ghica
- Alexandru Ghica (1795-1862)
- Grigore Alexandru Ghica (1807-1857)
- Dimitrie Ghica (1816-1897), rumänsk ministerpresendent
- Ion Ghica (1817-1897)
- Helena Koltsova-Masalskaja (1828-1888)
- Dimitrie Ion Ghica